# 愛染かつら
『愛染かつら』（あいぜんかつら）は、川口松太郎の小説。これを原作とする映画・テレビドラマが多数製作された。

## 小説
- 1937年から1938年まで雑誌『婦人倶楽部』に連載された。あらすじは以下の通り。

津村病院創立二十五周年祝賀の日、看護婦高石かつ枝は余興に歌を歌った。伴奏は津村病院長の長男津村浩三で、これが縁で浩三とかつ枝はたびたび会うようになった。浩三はかつ枝に結婚を申し込んだが、かつ枝には亡夫との間に敏子という子供があるためと身分の相違とを思いあわせてためらっていた。だが、誠実な浩三の熱意にうたれたかつ枝は、愛染堂の桂の木の下で堅い愛の誓を交わした。しかしこのことは、名門・中田病院の令嬢と浩三を結婚させようとしていた家族の大反対にあう。一番強く反対するのは浩三の妹・竹子で、彼女はかつ枝を罵倒した。窮地の二人は、浩三の先輩服部を訪ねて京都に身を隠そうとした。その当日、敏子が急病に倒れたためかつ枝は約束の場所に行けなくなった。一人京都へ向った浩三は、服部の世話で大学の研究室で働くようになる。服部の妹美也子は浩三に惹かれるものを感じ、何かと世話を焼く。数日してかつ枝が服部の家を訪れた。応対に出た服部は、かつ枝を誤解しているため浩三の居場所を教えなかった。後日、かつ枝が訪れたことを知らされた浩三は急拠帰京し、かつ枝のアパートを訪ねるが、彼女に敏子という子供があることを知って会わずに帰った。数カ月が経過し、浩三は病院に帰り、竹子の圧力でかつ枝は病院から姿を消していた。そんなある日、新聞に「白衣の天使よりレコード歌手へ」という見出しで、かつ枝が自作の歌の発表会を歌舞伎座で行うということが報じられていた。津村病院の看護婦たちは応援しようとするが、裏切られたと思い込んでいる浩三は、看護婦の外出許可を出さない。だが、かつ枝の同僚・峯沢、若井から彼女の立場と事情を説明され、すべてを了解した浩三は、看護婦達全員に外出許可を与えた。発表会は盛会だった。楽屋にかけつけた浩三に、かつ枝はだまってうなずくだけであった。翌日、愛染堂の前にぬかずく浩三、かつ枝、敏子の姿が見られた。

## 映画

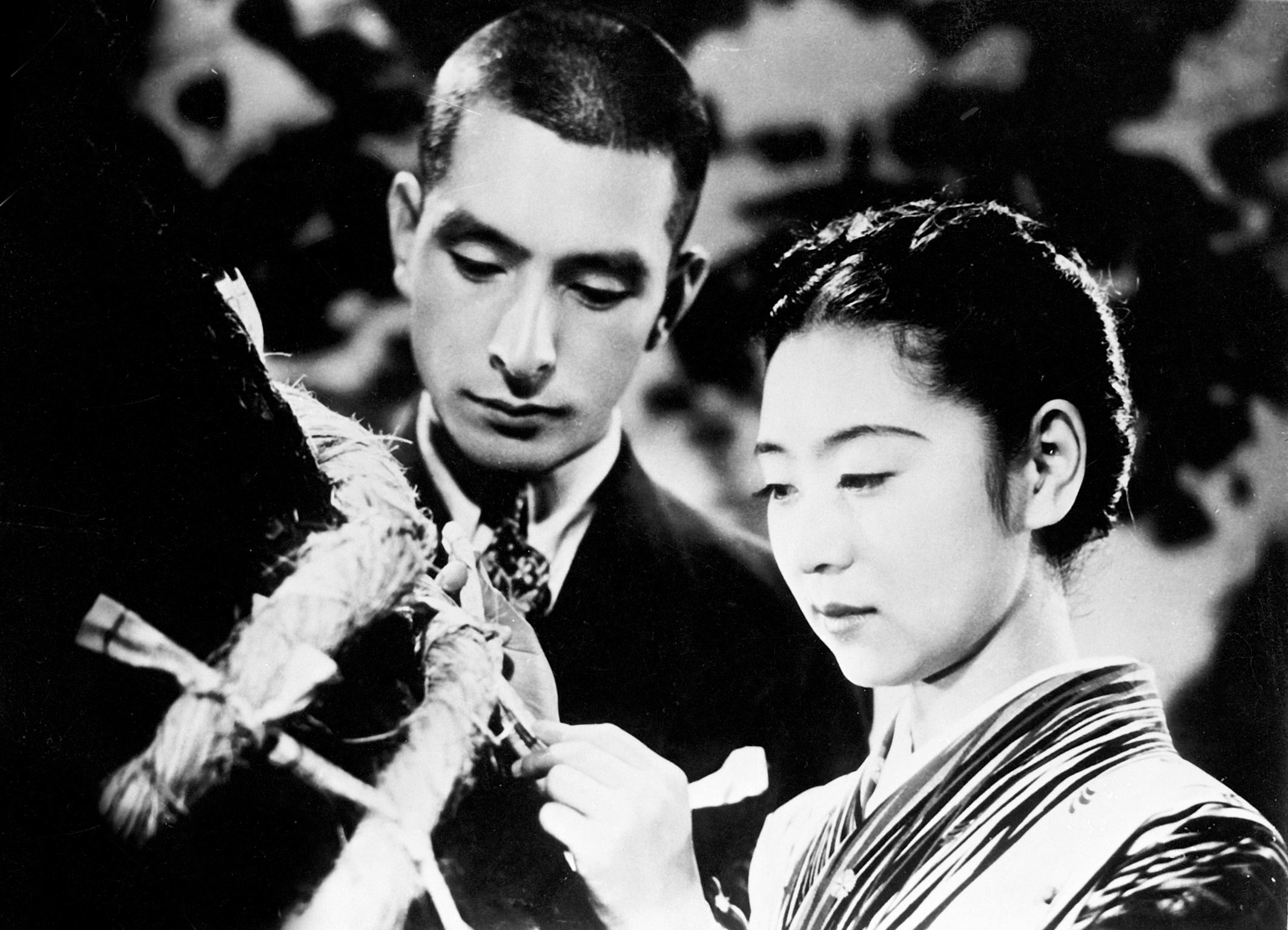
(左)上原謙(右)田中絹代､1938年「愛染かつら」

- 愛染かつら 前篇・後篇（1938年公開、松竹製作）
  - 監督：野村浩将、主演：田中絹代、上原謙　※ 前編・後編ともフィルムが完全な形で存在せず、前・後編を再編集した総集編がビデオ化されている。

- - キャスト
    - 高石かつ枝 - 看護婦：田中絹代
    - 津村浩三 - 津村病院長の御曹司：上原謙
    - 津村竹子 - 浩三の妹：森川まさみ
    - 敏子 - かつ枝の娘：小島和子
    - 服部美也子 - 服部の妹：高杉早苗
    - さだ枝 - かつ枝の姉：吉川満子
    - 津村保樹 - 浩三の父：藤野秀夫
    - 津村清子 - 浩三の母：葛城文子
    - 津村春樹 - 浩三の叔父：河村黎吉
    - 津村さだ枝 - 浩三の姉：吉川満子
    - 吉川副院長：坂本武
    - 佐藤看護婦長：岡村文子
    - 峰沢治子：出雲八重子
    - 若井たつ子：草香田鶴子
    - 最賀米子：東山光子
    - 恩田しげ子：忍節子
    - 濱田徳子：久原良子
    - 木村医学士：大村健二
    - 少年の患者：爆弾小僧
    - 寺島医学士：西村青児
    - 服部医学士：佐分利信
    - 木村かつ子：水戸光子
    - 岡島 - レコード会社専務：斎藤達雄
    - 婆や：高松栄子
    - 中田博士 - 津村保樹の友人：三桝豊
    - 中田夫人：青木しのぶ
    - 美知子 - 津村保樹の令嬢：桑野通子

- 続愛染かつら（1939年公開、松竹製作）
  - 監督：野村浩将、主演：田中絹代、上原謙
- 愛染かつら 完結篇（1939年公開、松竹製作）
  - 監督：野村浩将、主演：田中絹代、上原謙
- 新愛染かつら（1948年公開、大映製作）
  - 監督：久松静児、主演：水戸光子、龍崎一郎
- 愛染かつら（1954年公開、大映製作）
  - 監督：木村恵吾、主演：京マチ子、鶴田浩二
- 愛染かつら（1962年公開、松竹製作）
  - 監督：中村登、主演：岡田茉莉子、吉田輝雄
- 続・愛染かつら（1962年公開、松竹製作）
  - 監督：中村登、主演：岡田茉莉子、吉田輝雄

### エピソード
- 野村監督は当初、高石かつ枝役に若き松竹のスター高峰三枝子を希望した。しかし、当時松竹蒲田撮影所所長だった城戸四郎が「高石役は田中絹代で行く」と押し切り、田中の起用が決まった。田中絹代版の『愛染かつら』四部作は空前の大ヒットとなり、一部マスコミでは「日中戦争さなかの暗い世相を吹き飛ばした」とも言われている[1]。
- 1939年12月12日、「愛染かつら完結編」の撮影を行っていた松竹大船撮影所撮影主任が映画法執行規則違反で初逮捕。映画法で禁止されることになった子女の深夜労働禁止規定に反し、田中絹代と忍節子らの女優を撮影に従事させた疑い[2]。

## テレビドラマ
1960年代から1970年代までにテレビドラマ化された。

### 1965年版
いわゆる「昼メロ」と呼ばれるメロドラマの系列に分類されるべき昼ドラマとして製作・放映された。後述の高視聴率やまだ無名であった長内美那子のインタビューの『現代離れした内容なので最初は受けるとは思いませんでしたが、女学生からのファンレターが殺到して驚きました』という発言からも分かるように、当時社会現象となるほどの人気を博した。長年にわたりソフト化・視聴の機会には恵まれていなかったが、2023年4月28日にDVDが発売された。
- 放送枠：ライオン奥様劇場
- フジテレビ系帯ドラマ
- 月曜日 - 金曜日 13:00 - 13:30
- 放送時期：1965年（昭和40年）7月5日 - 8月20日
- 脚本：芦沢俊郎
- 演出：生駒千里、岩間鶴夫
- 出演：吉田輝雄、長内美那子 ほか
- 主題歌：青山和子・神戸一郎「旅の夜風」
- 制作：フジテレビ、松竹
- 平均視聴率は28%。最終回視聴率は38.5%を記録した（関東地区、ビデオリサーチ調べ）。

### 1968年版
前作放映から3年後に続編が制作された。
- 作品名『続・愛染かつら』
- 放送枠：ライオン奥様劇場
- フジテレビ系帯ドラマ
- 月曜日 - 金曜日 13:00 - 13:30
- 放送時期：1968年（昭和43年）7月22日 - 9月13日
- 放送回数：40回
- 出演：吉田輝雄、長内美那子 ほか
- 制作：フジテレビ、松竹

### 1974年版
ライオン奥様劇場10周年記念番組として制作・放映された。また2016年10月28日にベストフィールドよりDVDBOXが発売された。
- 放送枠：ライオン奥様劇場
- フジテレビ系帯ドラマ
- 月曜日 - 金曜日 13:00 - 13:30
- 放送時期：1974年（昭和49年）7月22日 - 9月28日
- 出演：新藤恵美、藤巻潤、吉田輝雄、長内美那子 ほか
- 主題歌：都はるみ・藤巻潤「旅の夜風」
- 挿入歌：都はるみ「悲しき子守唄」
- 制作：フジテレビ、歌舞伎座テレビ室

### 1976年版
NHKで単発ドラマとして放送された。
- 放送：NHK総合テレビ
- 放送枠：土曜ドラマ
- 放送日時：1976年（昭和51年）1月17日 20:00 - 21:30
- 脚本：中島丈博
- 演出：和田勉
- 出演：片岡孝夫（現：十五代片岡仁左衛門）、島田陽子、乙羽信子、平岩道子、志摩みずえ、渡辺文雄 他

### 参考
- テレビドラマデータベース

| フジテレビ系 ライオン奥様劇場 | フジテレビ系 ライオン奥様劇場 | フジテレビ系 ライオン奥様劇場 |
| 前番組                        | 番組名                        | 次番組                        |
| ----------------------------- | ----------------------------- | ----------------------------- |
| 良人の貞操                    | 愛染かつら                    | 花のいのちを                  |
| フジテレビ系 ライオン奥様劇場 |                               |                               |
| 女の盛装                      | 続・愛染かつら                | 女の背信                      |
| フジテレビ系 ライオン奥様劇場 |                               |                               |
| 地上の星座                    | 愛染かつら                    | 夜蝶の舞い                    |